# Damo Suzuki
Damo Suzuki (Kōbe, 16 gennaio 1950 – Colonia, 9 febbraio 2024) è stato un cantante e chitarrista giapponese.

## Biografia
Militò nel gruppo krautrock Can dal 1970 al 1973. Successivamente pubblicò una lunga serie di album sia da solista che in collaborazione.

## Discografia

### Album
- Can Soundtracks 1970
- Can Tago Mago 1971
- Can Ege Bamyasi 1972
- Can Future Days 1973
- Can Unlimited Edition 1976 (compilation)
- Dunkelziffer In The Night 1984
- Dunkelziffer III 1986
- Dunkelziffer Live 1985 1997
- Damo Suzuki's Network Tokyo On Air West 30.04.97 1997
- Damo Suzuki's Network Tokyo On Air West 02.05.97 1997
- Damo Suzuki's Network Osaka Muse Hall 04.05.97 1997
- Damo Suzuki Band V.E.R.N.I.S.S.A.G.E. 1998
- Damo Suzuki Band P.R.O.M.I.S.E. (7CD Box) 1998
- Damo Suzuki's Network Seattle 1999
- Damo Suzuki's Network Odyssey 2000
- Damo Suzuki's Network JPN ULTD Vol.1 2000
- Damo Suzuki's Network Metaphysical Transfer 2001
- Damo Suzuki's Network JPN ULTD Vol.2 2002
- Cul de Sac / Damo Suzuki Abhayamudra 2004
- Sixtoo Chewing On Glass and Other Miracle Cures 2004
- Damo Suzuki's Network Hollyaris 2005 (2CD)
- Damo Suzuki's Network 3 Dead People After The Performance 2005
- Damo Suzuki and Now The London Evening News 2006 (CD)
- Damo Suzuki's network  Tutti i colori del silenzio  2006 (CD)
- Omar Rodriguez-Lopez & Damo Suzuki Please Heat This Eventually 2007
- Audioscope Music For A Good Home 2010 (CD)
- Damo Suzuki & The Holy Soul Dead Man Has No 2nd Chance 2010 (CD)